# ユーリ・トロフィモフ
ユーリ・ヴィクトロヴィチュ・トロフィモフ（ロシア語: Юрий Викторович Трофимов, ラテン文字転写: Yuri Viktorovich Trofimov、1984年1月26日 - ）は、ロシア、ウドムルト共和国出身の自転車競技（ロードレース）選手。

## 経歴
- 2002年 MTB世界選手権クロスカントリー・ジュニア部門 2位。
- 2005年 MTB国内選手権・クロスカントリー優勝。
- 2007年 ラ・ルー・トゥランジェル 優勝。
- 2008年
  - ブイグテレコム（後の チーム・ヨーロップカー）と契約を結んでプロ転向。
  - エトワール・ド・ベセージュ総合優勝。
  - ドーフィネ・リベレ区間1勝(第5)。
  - ツール・ド・フランス初出場、第10ステージ棄権。
- 2009年
  - バスク一周区間1勝(第2)。
  - パリ〜ニース総合9位。
- 2010年
  - ジロ・デ・イタリア初出場、総合28位。
- 2011年 チーム・カチューシャに移籍。
- 2013年 ジロ・デ・イタリア 総合13位。